# Innocenzo Savelli
Pour les articles homonymes, voir Savelli.
Innocenzo Savelli, né à Rome et mort v. 1133, est un cardinal italien du XIIe siècle. 

## Biographie
Le pape Innocent II le crée cardinal-prêtre  de   Saint-Marc  lors du consistoire de fin 1130. 